# 眼蝶亞科
眼蝶亞科（學名：Satyrinae）是鱗翅目蛺蝶科12個亞科中的其中一個亞科，包含9個族，超過250屬和2500多個物種。物種分佈廣泛，南極洲以外各大陸都有出現，主要分佈於熱帶地區。幼蟲主要以棕櫚、竹子等單子葉植物為寄主。成蟲飛行能力較弱，常在林蔭間出沒，翅膀常有大眼斑。

## 語源
眼蝶亞科的學名是亞科級分類後綴「-inae」配上源自拉丁文的「satyrus」，源自古希臘文「σάτυρος」，是希臘神話人物薩堤爾的名字。

## 種系發生
眼蝶亞科現今包含了一些曾視作獨立一科或亞科的分類，包括曾经视作蛱蝶科内部一个亚科的閃蝶、而曾经属于闪蝶亚科的大翅環蝶及環蝶的物種，并入眼蝶亚科成為一个族。部分环蝶诸如闪环蝶属和狼环蝶属未并入环蝶族，这两个属进入了锯眼蝶族。

## 分類
- 鋸眼蝶族 Elymniini
- 幘眼蝶族 Zetherini
- 環蝶族 Amathusiini
- 大翅環蝶族 Brassolini
- 閃蝶族 Morphini
- 暮眼蝶族 Melanitini
- 絡眼蝶族 Dirini
- 晶眼蝶族 Haeterini
- 眼蝶族 Satyrini

## 文獻
- Miller LD. 1968. The higher classification, phylogeny and zoogeography of the Satyridae (Lepidoptera). Mem. Amer. Entomol. Soc. 24: 1-174.
- Pena C, Wahlberg N, Weingartner E, Kodandaramaiah U, Nylin S, Freitas AVL, and Brower AVZ. 2006. Higher level phylogeny of Satyrinae butterflies (Lepidoptera: Nymphalidae) based on DNA sequence data. Mol. Phylogenet. Evol. 40: 29-49.
- 寿建新 周尧 李宇飞. . 中國: 陝西埔學技術出版社. 2006-04-01. ISBN 9787536936768 （中文（简体））.

## 外部連結
- 维基共享资源上的相關多媒體資源：眼蝶亞科
- 維基物種上的相關：眼蝶亞科